# Esquadrão N.º 6 da RAAF
O Esquadrão N.º 6 é um esquadrão da Real Força Aérea Australiana, cuja missão é a de operar aeronaves de treino e realizar treinos aeronáuticos. Formado em 1917, serviu de unidade de treino na Inglaterra durante a Primeira Guerra Mundial. O esquadrão foi extinto em 1919, contudo, foi novamente formado em 1939. Participou também na Segunda Guerra Mundial como uma unidade de bombardeamento ligeiro e patrulha marítima até ao final da guerra. Finda esta, foi extinto no dia 31 de Outubro de 1945.
Em 1948, o esquadrão voltou a ser formado como uma unidade de conversão operacional de bombardeiros para a RAAF. Entre 1979 e 1993, também realizada missões de reconhecimento aéreo. Actualmente, encontra-se colocado na Base aérea de Amberley, em Queensland, e foi recentemente equipado com aeronaves Boeing F/A-18F Super Hornet, entre Janeiro de 2011 e Dezembro de 2016. Actualmente, os F/A18-F Super Hornet passaram para o Esquadrão N.º 1, estando o Esquadrão N.º 6 a aguardar aviões Boeing EA-18G Growler.